# Gintarė Gaivenytė
Gintarė Gaivenytė, née le 23 avril 1986 à Utena, est une coureuse cycliste lituanienne. Médaillée de bronze de la vitesse par équipes aux championnats du monde de 2009 et 2010, elle est championne d'Europe de cette discipline en 2012.

## Palmarès

### Championnats du monde
- Pruszkow 2009
  -  Médaillée de bronze de la vitesse par équipes
- Copenhague 2010
  -  Médaillée de bronze de la vitesse par équipes
  - 18e du 500 m
  - 27e de la vitesse individuelle
- Apeldoorn 2011
  - 6e de la vitesse par équipes
  - 13e du keirin (éliminée aux repêchages)
  - 22e de la vitesse individuelle
- Melbourne 2012
  - 16e de la vitesse par équipes
- Saint-Quentin-en-Yvelines 2015
  - 29e de la vitesse individuelle

### Coupe du monde
- 2008-2009
  - 2e de la vitesse par équipes à Pékin
  - 3e de la vitesse par équipes à Cali
- 2009-2010
  - 2e de la vitesse par équipes à Cali
- 2010-2011
  - 3e de la vitesse par équipes à Cali
- 2011-2012
  - 2e de la vitesse par équipes à Pékin

### Championnats d'Europe
- 2012
  -  Championne d'Europe de vitesse par équipes (avec Simona Krupeckaitė)